# Dong (etnia)
O povo Dong, também conhecido como Kam (em  chinês tradicional: 侗族; chinês simplificado: 侗族; pinyin: Dòngzú), é um grupo étnico que teve origem no sul da China. Eles formam uma das 56 nacionalidades oficialmente reconhecidas pela República Popular da China. São compostos por aproximadamente 2 960 293 pessoas de acordo com o recenseamento chinês de 2000.  Sua língua é o dong.
Na atualidade, os Dong vivem principalmente na Região Autônoma Zhuang das províncias de Guangxi, Hunan e Guizhou, mas existem comunidades espalhadas por todo o país.